# 复杂网络

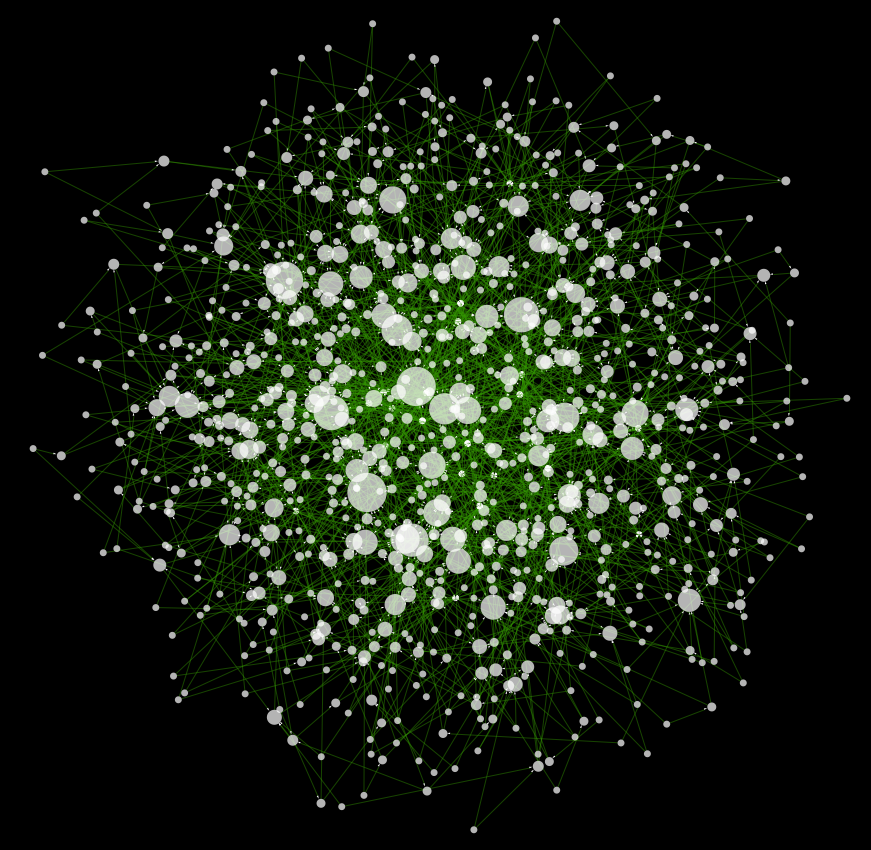
随机生成的BA模型复杂网络。

在网络理论的研究中，复杂网络是由数量巨大的节点和节点之间错综复杂的关系共同构成的网络结构。用数学的语言来说，就是一个有着足够复杂的拓扑结构特征的图。复杂网络具有简单网络，如晶格网络、随机图等结构所不具备的特性，而这些特性往往出现在真实世界的网络结构中。复杂网络的研究是现今科学研究中的一个热点，与现实中各类高复杂性系统，如的網際網路、神经网络和社会网络的研究有密切关系。

## 定义
无论在社会科学、生命科学还是信息科学中，都存在着拥有十分复杂的拓扑结构特征的网络结构。这种网络结构的形式既不是完全规则，也不是完全随机的，例如在度分布中出现肥尾现象，高集聚系数，边与边之间的相称性或非相称性，社团结构与分级结构（hierarchy structure）等等。在有向图网络中，还会出现相互性，三角显著性等其它方面的特征。然而，复杂网络的概念出现以前的数学网络模型并没有具备这样的特性。
最著名也是最常被研究的两类复杂网络模型是小世界网络与无尺度网络，它们也是最为经典的两类复杂网络模型。前者的特性是短特征路径长度与高集聚系数，后者的特性则是度分布的幂定律递减。此外，随着复杂网络研究的不断深化与广泛，各种具有其他特性的复杂网络模型也开始受到注意。

## 小世界网络
小世界网络，又称为小世界效应，是复杂网络的特性之一。1998年，美国康奈尔大学理论与应用力学系博士生华兹（Watts）与其导师斯特罗迦茨（Strogatz）合作，在《自然》杂志上发表了题为《“小世界”网络的集体动力学》的论文，标志着小世界网络模型的建立。
小世界网络的判定准则有两个，分别是特征路径长度短，和高集聚系数。网络的特征路径长度是指在它的图表示中，两个节点的路径长度的平均值（这里路径长度指两节点间最短路径的长度）。许多复杂网络尽管节点数目巨大，但节点之间的特征路径长度则非常小。集聚系数则是用来描述“抱团”现象的，也就是“你朋友之间相互认识的程度”。数学上来说，一个节点的集聚系数等于与它相连的节点中相互连接的点对数与总点对数的比值。高集聚系数实际上保证了较小的特征路径长度。

## 无尺度网络

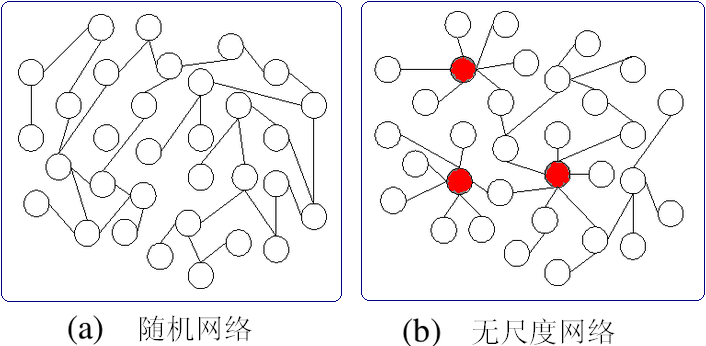
无尺度网络与随机网络的对比：（a）中的随机网络，大部分节点都连出2到3条边，0条与1条边的和4条边的都很少，而（b）中的无尺度网络，大部分节点连1条边，少数节点（红色）连有大量边。

1999年，Barabási与Albert的研究揭示出则复杂网络的无尺度特性。无尺度特性，或者叫无标度特性，是指网络的度分布满足幂律分布。所谓一个网络的度分布，是当随机地从网络中抽取一个节点时，与这个节点相连的节点数（叫做这个节点的度）d的概率分布。比如说对一个n个节点组成的完全图（所有节点之间都连有边的图），度分布是：d = n - 1的概率是1，其余的都是0。无尺度网络的度分布满足幂律分布，也就是说d = k的概率正比于k的某个幂次（一般是负的）：
{\displaystyle \mathbb {P} (d=k)\propto k^{-\alpha }}
幂律分布这一特性，正说明了无尺度网络的度分布与一般随机网络的不同。随机网络的度分布属于正态分布，因此有一个特征度数，即大部分节点的度数都接近它。无尺度网络的度分布是呈集散分布：大部分的节点只有比较少的连接，而少数节点有大量的连接。由于不存在特征度数，因此得名“无尺度”。
现实生活中，无尺度网络的例子有很多。因特网、美国演员网络、细胞中蛋白质的交互网络都是无尺度网络。无尺度网络的特性是：当节点意外失效或改变时，对网络的影响一般很小，只有很小的概率会发生大的影响，但当有集散节点受到影响时，网络受到的影响会比随机网络大得多。